# Karoospekvreter
De Karoospekvreter (Emarginata schlegelii; synoniem: Cercomela schlegelii) is een zangvogel uit de familie Muscicapidae (vliegenvangers).

## Verspreiding en leefgebied
Deze soort telt 4 ondersoorten:
- E. s. benguellensis: zuidwestelijk Angola en noordwestelijk Namibië.
- E. s. schlegelii: de kust van Namibië.
- E. s. namaquensis: zuidelijk Namibië en noordwestelijk Zuid-Afrika.
- E. s. pollux: westelijk en centraal Zuid-Afrika.